# Bahnstrecke Husum–Bad St. Peter-Ording
| |                                                        |                                  |                                  |
| Streckennummer (DB): | 1204 (Hörn–Tönning) 1205 (Tönning–Bad St Peter-Ording) |                                  |                                  |
| Kursbuchstrecke (DB): | 135                                                    |                                  |                                  |
| Kursbuchstrecke: | 101p (1934) 112g (1946)                                |                                  |                                  |
| Streckenlänge: | 39,003 km                                              |                                  |                                  |
| Spurweite: | 1435 mm (Normalspur)                                   |                                  |                                  |
| Streckenklasse: | C2 (Hörn–Tönning) CE (Tönning–Bad St Peter-Ording)     |                                  |                                  |
| Minimaler Radius: | 250 m                                                  |                                  |                                  |
| Streckengeschwindigkeit: | 80 km/h                                                |                                  |                                  |
| Zugbeeinflussung: | PZB                                                    |                                  |                                  |
| |                                                        |                                  |                                  |
| \| \| \| von Hörn \| \| \| \| \| von Rendsburg \| \| \| \| \| von Jübek \| \| \| \| 0,000 \| Husum \| Husum \| \| \| \| nach Westerland (Sylt) \| \| \| \| \| von Husum \| \| \| \| 4,634 \| Hörn (Abzw) \| Hörn (Abzw) \| \| \| \| nach Elmshorn \| \| \| \| 5,620 \| Platenhörn \| Platenhörn \| \| \| 6,000 \| \| \| \| \| 9,860 \| Büttel (b Husum) \| Büttel (b Husum) \| \| \| 11,831 \| Witzwort (ehem. Bf, Bedarfshalt) \| Witzwort (ehem. Bf, Bedarfshalt) \| \| \| 15,354 \| Harblek (ehem. Bf, Bedarfshalt) \| Harblek (ehem. Bf, Bedarfshalt) \| \| \| \| \| \| \| \| 21,156 \| Tönning \| Tönning \| \| \| \| Tönning Hafen \| \| \| \| \| Fähre nach Karolinenkoog \| \| \| \| 25,551 \| Kating (Bedarfshalt) \| Kating (Bedarfshalt) \| \| \| 28,443 \| Katharinenheerd \| Katharinenheerd \| \| \| 31,526 \| Garding \| Garding \| \| \| 31,980 \| Garding \| Garding \| \| \| 33,224 \| Sandwehle (Bedarfshalt) \| Sandwehle (Bedarfshalt) \| \| \| 35,100 \| Heisternest \| Heisternest \| \| \| 36,464 \| Tating (ehem. Bf) \| Tating (ehem. Bf) \| \| \| 40,995 \| Bad St Peter Süd (ehem. Bf) \| Bad St Peter Süd (ehem. Bf) \| \| \| \| Deichdurchlass \| \| \| \| 43,637 \| Bad St Peter-Ording (ehem. Bf) \| Bad St Peter-Ording (ehem. Bf) \| \| \| \| \| \| \| Quellen: [1][2] \| \| \| \| |                                                        |                                  |                                  |
| Strecke von links |                                                        | von Hörn                         | von Hörn                         |
| Abzweig geradeaus und ehemals von rechts |                                                        | von Rendsburg                    | von Rendsburg                    |
| Abzweig geradeaus und ehemals von rechts |                                                        | von Jübek                        | von Jübek                        |
| Bahnhof | 0,000                                                  | Husum                            | Husum                            |
| Abzweig ehemals geradeaus und nach rechts |                                                        | nach Westerland (Sylt)           | nach Westerland (Sylt)           |
| Strecke (außer Betrieb) · Strecke von links |                                                        | von Husum                        | von Husum                        |
| Strecke (außer Betrieb) · Blockstelle | 4,634                                                  | Hörn (Abzw)                      | Hörn (Abzw)                      |
| Strecke (außer Betrieb) · Abzweig geradeaus und nach links |                                                        | nach Elmshorn                    | nach Elmshorn                    |
| Strecke (außer Betrieb) · ehemaliger Haltepunkt / Haltestelle | 5,620                                                  | Platenhörn                       | Platenhörn                       |
| Strecke nach links (außer Betrieb) · Abzweig geradeaus und ehemals von rechts | 6,000                                                  |                                  |                                  |
| ehemaliger Bahnhof | 9,860                                                  | Büttel (b Husum)                 | Büttel (b Husum)                 |
| Haltepunkt / Haltestelle | 11,831                                                 | Witzwort (ehem. Bf, Bedarfshalt) | Witzwort (ehem. Bf, Bedarfshalt) |
| Haltepunkt / Haltestelle | 15,354                                                 | Harblek (ehem. Bf, Bedarfshalt)  | Harblek (ehem. Bf, Bedarfshalt)  |
| Strecke von links · Abzweig geradeaus und von rechts |                                                        |                                  |                                  |
| Strecke · Kopfbahnhof Strecke ab hier außer Betrieb | 21,156                                                 | Tönning                          | Tönning                          |
| Strecke · Betriebs-/Güterbahnhof Streckenende (Strecke außer Betrieb) |                                                        | Tönning Hafen                    | Tönning Hafen                    |
| Strecke |                                                        | Fähre nach Karolinenkoog         | Fähre nach Karolinenkoog         |
| Haltepunkt / Haltestelle | 25,551                                                 | Kating (Bedarfshalt)             | Kating (Bedarfshalt)             |
| Haltepunkt / Haltestelle | 28,443                                                 | Katharinenheerd                  | Katharinenheerd                  |
| ehemaliger Bahnhof | 31,526                                                 | Garding                          | Garding                          |
| Haltepunkt / Haltestelle | 31,980                                                 | Garding                          | Garding                          |
| Haltepunkt / Haltestelle | 33,224                                                 | Sandwehle (Bedarfshalt)          | Sandwehle (Bedarfshalt)          |
| ehemaliger Haltepunkt / Haltestelle | 35,100                                                 | Heisternest                      | Heisternest                      |
| Haltepunkt / Haltestelle | 36,464                                                 | Tating (ehem. Bf)                | Tating (ehem. Bf)                |
| Haltepunkt / Haltestelle | 40,995                                                 | Bad St Peter Süd (ehem. Bf)      | Bad St Peter Süd (ehem. Bf)      |
| |                                                        | Deichdurchlass                   |                                  |
| Haltepunkt / Haltestelle Streckenende | 43,637                                                 | Bad St Peter-Ording (ehem. Bf)   | Bad St Peter-Ording (ehem. Bf)   |
| |                                                        |                                  |                                  |
| Quellen: |                                                        |                                  |                                  |

Die Bahnstrecke Husum–Bad Sankt Peter-Ording, auch Eiderstedter Strecke oder Eiderstedtquerbahn genannt, ist eine 44 km lange, eingleisige Nebenbahn in Schleswig-Holstein. Sie zweigt südlich von Husum von der Marschbahn ab und führt über Tönning und Garding durch die Halbinsel Eiderstedt nach St. Peter-Ording.
Die Strecke wird im Personennahverkehr im Stundentakt bedient. Sie ist zum größten Teil nicht elektrifiziert, nur die Bahnhöfe Husum und Tönning sind seit April 2024 für den Einsatz von Akkuzügen mit Oberleitungsinselanlagen ausgerüstet.

## Geschichte
Die Bahnstrecke wurde in mehreren Abschnitten errichtet: Die Strecke zwischen Husum und Tönning wurde 1854 als Teil der Bahnstrecke Flensburg–Husum–Tönning eröffnet. 1892 wurde die Strecke von Tönning nach Garding und 1932 deren Verlängerung nach St. Peter-Ording eröffnet.
Beim Bau der Strecke wurde auf ein großes Einzugsgebiet geachtet. So entstand der spätere Bahnhof Büttel unter dem Namen Friedrichstadt. Der Halt Harblek sollte sowohl Oldenswort wie den damals noch bedeutenden Eiderhafen Rothenspieker erschließen. Mehr als 150 Jahre nach der Eröffnung hat sich die Bedeutung der Strecke zur Erschließung des ländlichen Raumes im Personen- und Touristikverkehr total gewandelt.
Von Anfang an führte über den Bahnhof Tönning hinaus eine Hafenbahn zwecks Viehverladung nach und Kohleeinfuhr aus Großbritannien, was die britische Baufirma Peto, Brassey and Betts zum Bahnbau bewog, die zum gleichen Zweck außerdem die Flensburger Hafenbahn anlegte. Außerdem gab es ab 1878 die Möglichkeit, in Tönning mittels einer Fähre nach Karolinenkoog überzusetzen, von wo aus Anschlüsse nach Heide und weiter nach Hamburg bestanden. Bis 1886 war diese Kombination aus Eisenbahn- und Schiffsverkehr die schnellste Möglichkeit, Hamburg von Husum aus zu erreichen, da zu diesem Zeitpunkt die Marschbahn Hamburg–Heide–Husum–Niebüll erst bis Heide fertiggestellt war.
Die alte Streckenführung erreichte Husum von Südwest und mündete am Ende einer Kurve von Westen in den südlich der Stadt an der Ortslage Poggenburg liegenden Bahnhof Husum. Diesen verließ sie – heute als Strecke nach Jübek – östlich in Richtung Flensburg.
Die Strecke wurde ab 1902 über einen rund 1,4 Kilometer langen neu gebauten Abschnitt mit dem östlich von Platenhörn liegenden neu gebauten Abzweig Hörn an die 1887 gebaute Marschbahn angebunden, wodurch der rund 6 Kilometer lange westliche Abschnitt durch die Südermarsch seine Aufgabe verlor. Mit der Eröffnung des Abzweiges Hörn am 1. Februar 1905 wurde die alte Strecke stillgelegt und bis 1910 abgebaut. Aus der Bauzeit erklärt sich der Haltepunkt Harblek, der nahe dem 1852 bedeutenden Eiderhafen Rothenspieker angelegt wurde, während das nahe örtlich bedeutendere Oldenswort nicht berücksichtigt wurde.
Die Weiterführung der Strecke über Garding hinaus nach St. Peter geschah aus Kostengründen erst 78 Jahre nach der Eröffnung der Strecke bis Tönning. Vorher waren die Kurgäste und Touristen vom Streckenende in Garding aus mit Fuhrwerken und Postautos zum wegen des breiten Sandstrandes beliebten Nordseebad gefahren worden. Nachdem die Übernachtungszahlen in den Orten St. Peter und Ording in den 1920er und 1930er Jahren stark angestiegen waren, wurde beschlossen, die Strecke zu verlängern. Die Bewohner der beiden Orte stritten sich um die Stationsnamen. Die damals noch eigenständigen Ortschaften Ording und St. Peter sahen schließlich ihre Interessen im Stationsnamen Bad St. Peter-Ording vereint – damit wurde in den 1930er Jahren schon der Begriff Bad St. Peter-Ording geprägt, welcher 1967 bei der Zusammenlegung der Gemeinden als offizieller Ortsname zur Verwendung kam. Um dem Ort St. Peter-Dorf keinen allzu provinziellen Charakter zu geben, führte er entgegen der offiziellen Bezeichnung Dorf als Stationsnamen Bad St. Peter-Süd.

### Nachkriegszeit und Niedergang
Um die Kriegsschäden des Zweiten Weltkriegs beseitigen zu können, musste die Strecke 1945 im Abschnitt Bad St. Peter-Ording–Garding stillgelegt werden. Sie konnte erst ab 1947 wieder regelmäßig befahren werden.
In den Anfängen wurde die Strecke mit Dampfzügen betrieben. Am 1. Mai 1958 waren im Bahnbetriebswerk Husum unter anderen die Lokomotiven V 20 034 und 037 sowie die V 36 201, 220 und 239 beheimatet. Mit den V 36 wurde 1958 der Gesamtverkehr auf der Strecke durchgeführt. Dabei wurden auch die VB 140 301 (BPost) und VB 140 304 (B) eingesetzt.
Zum Winterfahrplan 1960 wurde der Betrieb auf Triebwagen der Baureihen VT 95 und VT 98 (mit bis zu sechs Einheiten) umgestellt. Später wurden die Personenzugleistungen mit Akkutriebwagen erbracht.
Zuletzt stand die Streckenstilllegung zur Diskussion, denn durch die Stilllegung von schwach frequentierten Strecken wollte die damals hoch verschuldete Deutsche Bundesbahn aus den roten Zahlen kommen. Deshalb unterbreitete die DB dem Verkehrsministerium um 1976 und um 1983 Vorschläge zur Stilllegung der Eiderstedter Strecke, was auf Unmut und Kritik bei den Kommunen des Kreises Nordfriesland, welche die Strecke als unverzichtbar für den Tourismus sahen, stieß. Durch das große Engagement in der Region Nordfriesland scheiterten so die Stilllegungsbemühungen der DB.

### Modernisierung
Motiviert durch das Land Schleswig-Holstein investierte die Deutsche Bundesbahn ab Anfang der 1990er Jahre wieder in die Strecke.
Im Rahmen eines Sofortprogramms der DB Station&Service wurden alle kleineren Stationen mit modernen Unterständen und Schildern ausgestattet. Der Bahnhof von Tönning erhielt einen neuen Anstrich, der Endpunkt in Ording wurde umfassend modernisiert. Dort entstand ein neuer Bahnsteig mit einem neuen Zugang, eine neue Bushaltestelle und ein Taxistreifen. Das bis dato geschlossene Empfangsgebäude wurde aus dem „Dornröschenschlaf“ geholt und aufwändig restauriert – neben einem Bistro und einem beheizten Wartesaal steht dort den Fahrgästen wieder ein Fahrkartenschalter zur Verfügung.
Für die Belange der Fahrgäste setzte sich der am 8. Mai 2001 (im Rahmen eines Pilotprojektes des Landes Schleswig-Holstein) gegründete Streckenbeirat ein. Es fanden regelmäßige Treffen mit Fahrgästen und Verantwortlichen an Orten entlang der Strecke statt und es erschien nachweislich bis 2007 zwei Mal im Jahr die Zeitung StreckenSchnack.
Im Mai 2020 wurde für den Haltepunkt Garding ein neuer Bahnsteig mit einer Bahnsteighöhe von 76 Zentimetern und einer Nettobaulänge von 90 Metern in Betrieb genommen, um den alten, knapp 500 Meter weiter östlich gelegenen, zu ersetzen.
Im Herbst 2023 wurden die übrigen Stationen der Strecke modernisiert. Dabei wurden am Bahnhof Tönning und an den Haltepunkten Witzwort, Harblek, Kating, Katharinenheerd, Sandwehle, Tating und Bad St Peter Süd neue Bahnsteige gebaut. In Tönning werden zudem die Gleise in veränderter Lage neu angelegt sowie ein elektronisches Stellwerk und eine Oberleitungsinselanlage errichtet. Die Strecke wurde dafür vollständig gesperrt. Aufgrund eines Softwarefehlers verzögerte sich die Freigabe der Strecke vom 15. Dezember 2023 auf den 1. April 2024.

## Streckenbeschreibung

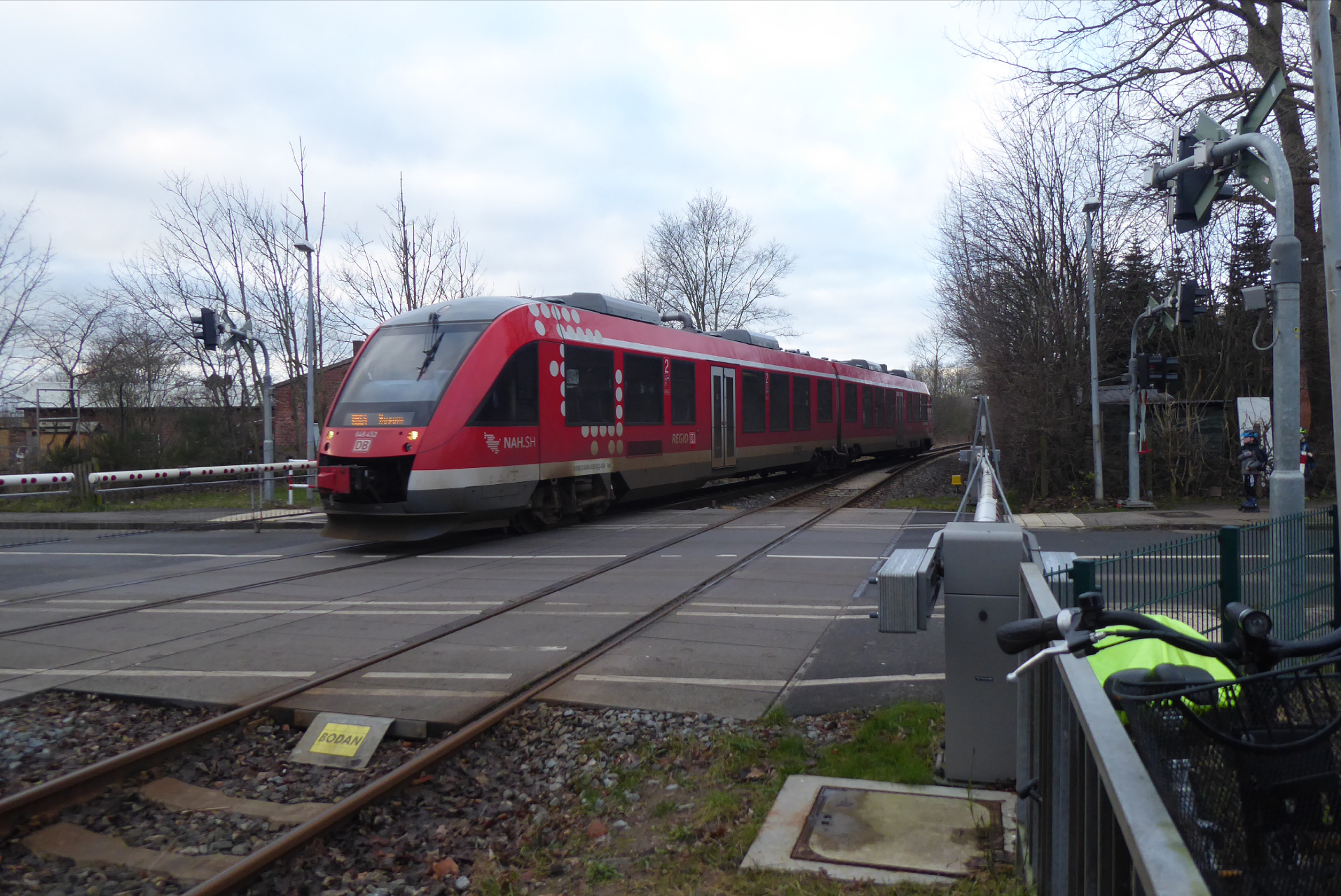
Bahnübergang in Tönning

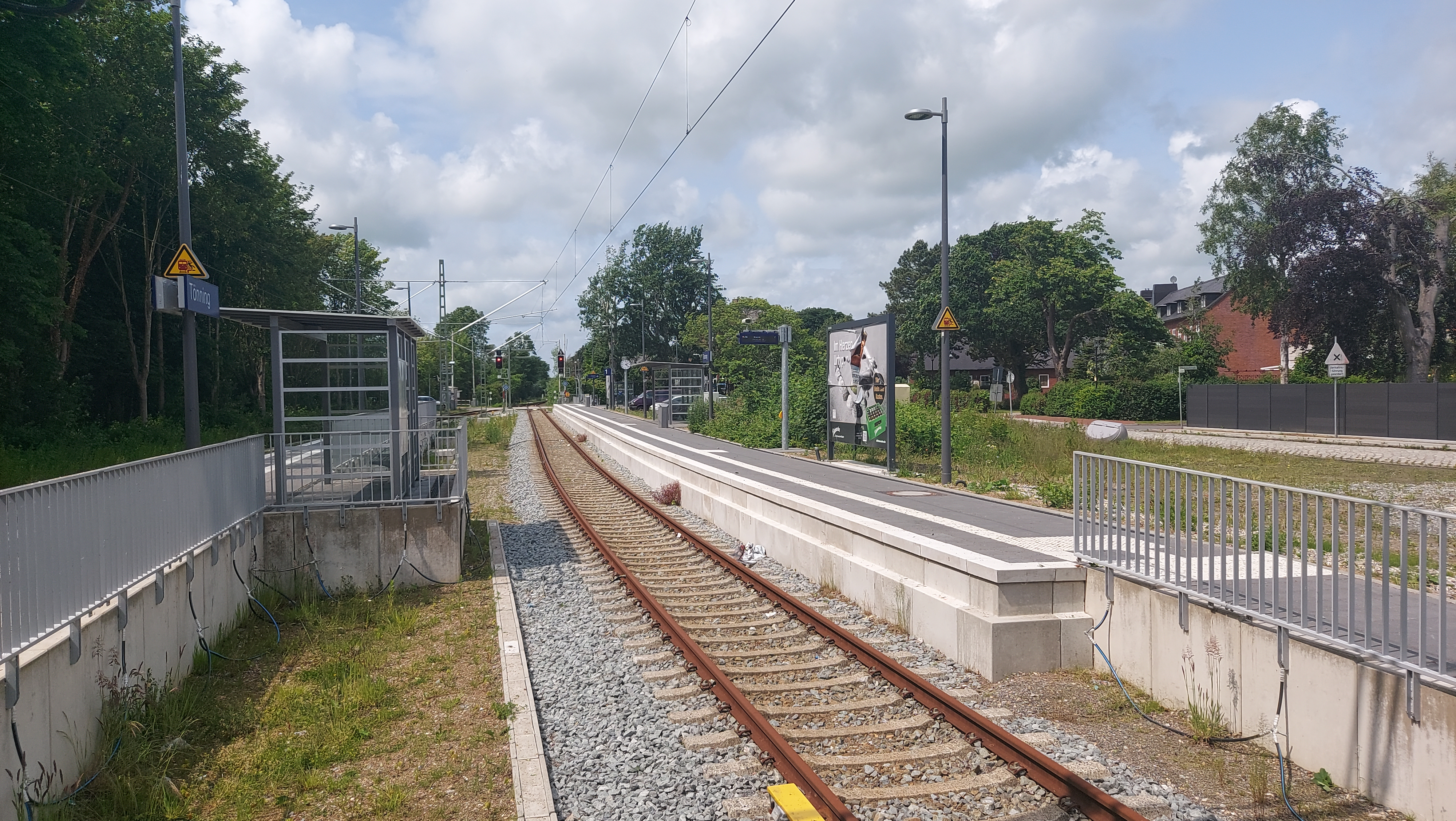
Bahnhof Tönning (2025)

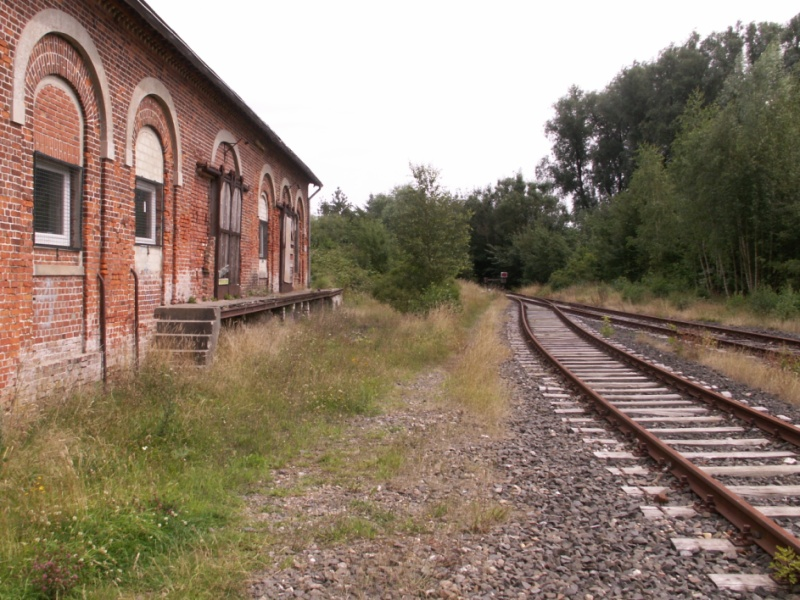
Ehemaliger Güterbahnhof Tönning, Ausfahrt Richtung Hafen (2007)

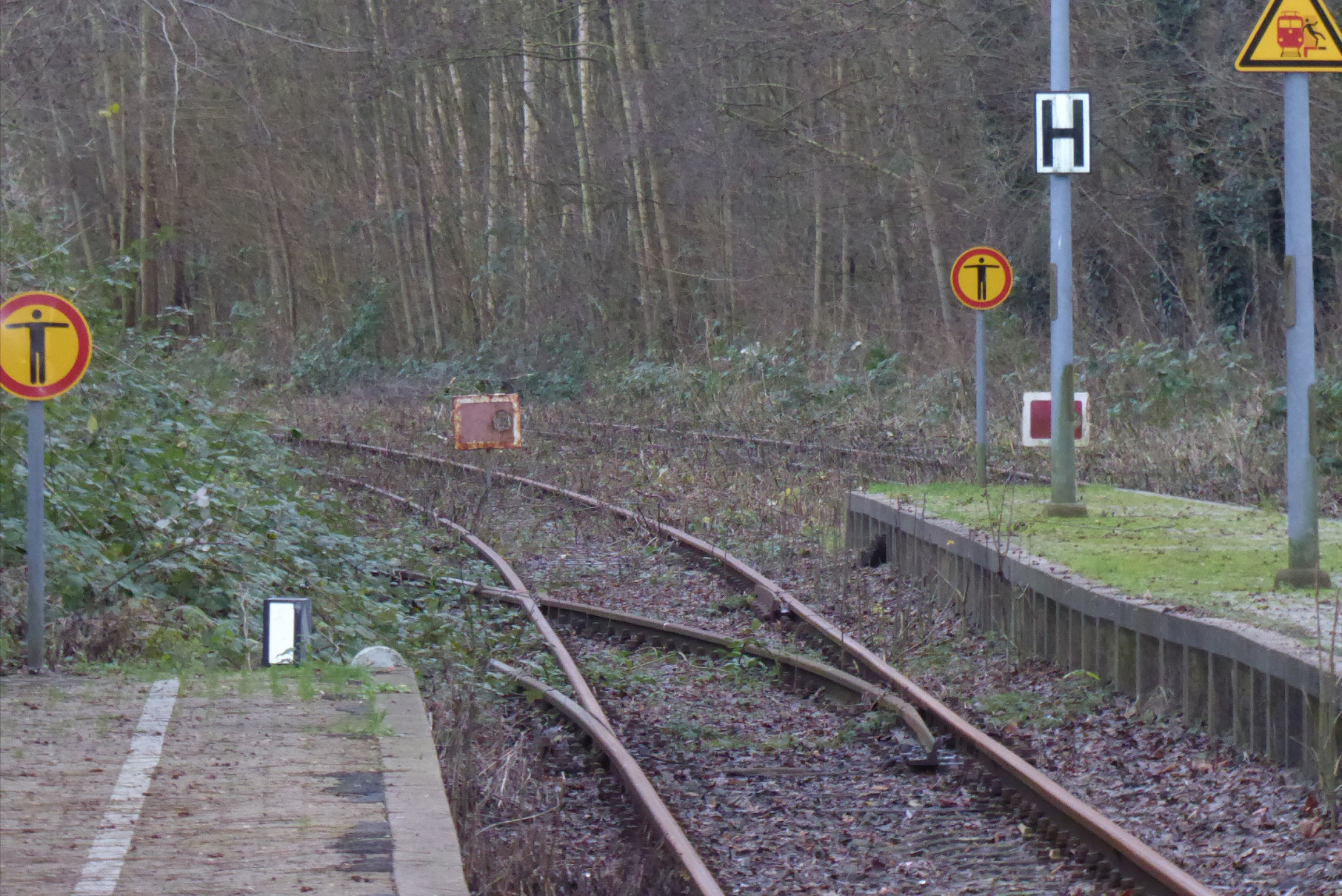
Gleisende Bahnhof Tönning (2019)

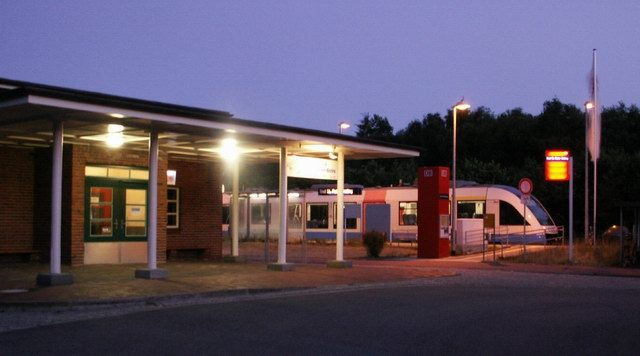
Der Haltepunkt Bad St. Peter-Ording (2006)

Die Strecke beginnt in der Abzweigstelle Hörn, wo sie an einer Weiche von der Marschbahn abzweigt. Sie durchquert im weiteren Verlauf das flache, überwiegend landwirtschaftlich genutzte Marschland der Eiderstedter Landschaft, bis sie neben dem Ast aus Bad St. Peter-Ording in den nördlichen Bahnhofskopf des Bahnhofs Tönning eingeführt wird.
Nach Verlassen des Bahnhofs Tönning bilden wenige Sielbrücken und der Deichdurchlass bei St. Peter-Ort die einzigen Kunstbauwerke an der Strecke. Der einzige noch vorhandene Halt mit massivem Empfangsgebäude im Bereich zwischen St. Peter-Ort und Tönning ist der Bahnhof von Katharinenheerd.
Die große Entfernung einiger Stationen zum eigentlichen Ortskern (beispielsweise Kating und Witzwort) wird mit der im 19. Jahrhundert vorherrschenden Angst der Eiderstedter, dass durch die Bahnverbindung „schlechte Leute ins Dorf kämen“, erklärt. Daneben dürften für die Bahnverwaltungen Baukosten, Interessen von Landbesitzern und die Abwicklung des Güterverkehrs eine wichtige Rolle gespielt haben.
Die Streckenkilometrierung war im Bahnhof Tönning gebrochen: Zwischen Hörn und Tönning war in den 1930er Jahren von der Deutschen Reichsbahn die damalige Kilometrierung der Bahnstrecke Jübek–Husum fortgesetzt. Spätestens in den 1950er Jahren wurde die Kilometrierung auf den Nullpunkt Husum geändert. Die Strecke Tönning–Bad St Peter-Ording hatte bis mindestens in die 1980er Jahre eine eigene Kilometrierung mit dem Nullpunkt in Tönning, bevor die Kilometrierung auf eine Fortsetzung der Kilometrierung von Hörn geändert wurde.

## Fahrzeugeinsatz und Verkehr

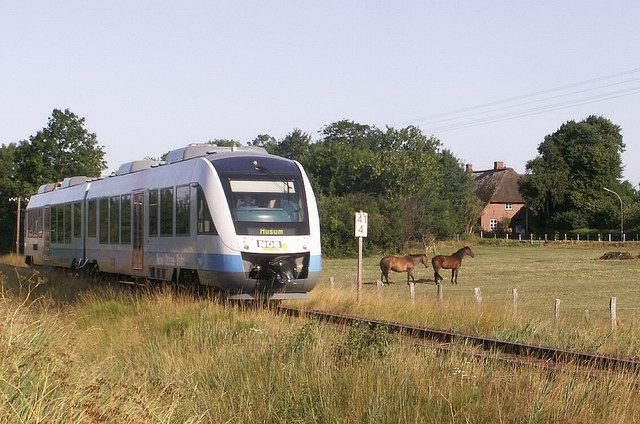
LINT-Triebzug in der Nähe von St. Peter (2006)

Wie bei vielen Nebenstrecken ging die Nutzung der Eiderstedter Strecke ab Mitte der 1950er Jahre zurück. Schrittweise wurde der Personenverkehr reduziert, der Güterverkehr eingestellt, Gleisanlagen wurden zurückgebaut und die Anschlusszeiten in Husum verschlechtert. Die Aufgabe der Gepäckabfertigung und der Einsatz von unwirtschaftlichen Zuggarnituren (DB-Baureihe V 100 mit n-Wagen-Steuerwagen) läuteten den zwischenzeitlichen Niedergang der Strecke ein.
Mit der Einführung der Regionalschnellbahn und des Stundentakts bestimmten ab den 1990er Jahren damals moderne Triebwagen der Baureihe 628 das Bild. Der Betrieb wurde dadurch wirtschaftlicher, schneller und attraktiver.
Im Jahr 2000 übernahm die Nord-Ostsee-Bahn (NOB) nach gewonnener Ausschreibung den Verkehr mit Alstom-Coradia-LINT- und Bombardier-Talent-Triebwagen. Die NOB etablierte einen konsequenten Taktverkehr vom frühen Morgen bis zum späten Abend und führte das „Gleisradio“ ein, ein spezielles Fahrgastinformationssystem, das GPS-gestützt über Besonderheiten der Strecke informiert.
Teilweise wurden die Züge via Husum, Schleswig und Rendsburg nach Kiel Hauptbahnhof durchgebunden.
Als Maßnahme des Regionalmarketings wurde ein LINT-Triebzug, in welchem auf anschauliche Art und Weise der Lebenslauf von Theodor Mommsen aufbereitet wurde, auf den Namen dieses Mannes getauft. Zeitgleich erhielten die Gardinger Stationsschilder den Zusatz „Mommsen-Stadt“.
Die Strecke hat vor allem Bedeutung für den Tourismus und stellt einen wichtigen Zubringer zum Nordseebad Bad St. Peter-Ording dar; weiterhin wird sie durch den Schüler- und Berufsverkehr genutzt. Es ergeben sich in den Sommermonaten hohe Fahrgastzahlen von bis zu 3000 Personen und im Winter von etwa 1600 Personen pro Tag. Fahrkartenschalter befinden sich in Husum, Tönning und Bad St. Peter-Ording.
Zum Fahrplanjahr 2012 wurde die Strecke im Personenverkehr wieder von der Regionalbahn Schleswig-Holstein bedient.
Vom Bahnhof Husum aus wird zunächst ein Streckenstück der Marschbahn bis zum Abzweig Hörn befahren. Da es dort aus Rationalisierungsgründen nur noch eine Weiche gibt, wird in Richtung Husum entgegen der gewöhnlichen Fahrtrichtung – also auf dem „linken Streckengleis“ – gefahren.
Die Züge kreuzen im Stundentakt im Bahnhof Tönning.
Mit der Inbetriebnahme der Oberleitungsinselanlage in Tönning im Dezember 2024 übernimmt die Nordbahn Eisenbahngesellschaft mit Flirt Akku den Verkehr auf dieser Strecke als Teil des schleswig-holsteinischen Akkunetzes.